# Rafelguaraf
Rafelguaraf è un comune spagnolo di 2 381 abitanti situato nella comunità autonoma Valenciana.

## Storia

### Simboli
Lo stemma è stato approvato dalla Conselleria de Administración Pública il 16 giugno 1987.